# Sinodwory (rejon solecznicki)
Sinodwory (lit. Senadvaris) − wieś na Litwie, w gminie rejonowej Soleczniki, 4 km na południowy zachód od Butrymańców, zamieszkana przez 12 ludzi. Przed II wojną światową w Polsce, w powiecie lidzkim województwa nowogródzkiego.